# Bach Inlet
Das Bach Inlet ist die größtenteils vom Bach-Schelfeis besetzte Bucht im Südwesten der westantarktischen Alexander-I.-Insel. Ihre Einfahrt liegt zwischen dem Berlioz Point und dem Rossini Point. Das Boccherini Inlet, das Williams Inlet und das Stravinsky Inlet sind Nebenbuchten.
Das UK Antarctic Place-Names Committee benannte sie 1978 in Verbindung mit dem gleichnamigen Schelfeis. Dessen Namensgeber ist der deutsche Komponist Johann Sebastian Bach (1685–1750).